# بيرت أفيري (لاعب دوري الرغبي)
بيرت أفيري (بالإنجليزية: Bert Avery)‏ هو لاعب دوري الرغبي نيوزيلندي، ولد في 16 يونيو 1885، وتوفي في 13 أبريل 1966 في أوكلاند في نيوزيلندا.